# Mikel Iturria
Mikel Iturria (* 16. März 1992 in Urnieta (Baskenland)) ist ein spanischer Radrennfahrer.

## Sportliche Laufbahn
Mikel Iturria begann seine Karriere im Jahr 2013 beim baskischen UCI Continental Team Euskadi. In seiner ersten Saison zeigt er mit Top 10 Plätzen bei den Nachwuchsrundfahrten der Ronde de l’Isard und dem Giro della Valle d’Aosta auf, ehe er für die spanische Nationalmannschaft bei der Tour de l’Avenir 2014 teilnahm.
Nach dem Ende der Euskadi Mannschaft bestritt er 2015 nur wenige internationale Rennen, ehe er einen Vertrag beim Euskadi Basque Country-Murias Team erhielt. Nachdem diese Mannschaft ab der Saison eine Lizenz als UCI Professional Continental Team erhalten hatte, bestritt er mit der Vuelta a España 2018 seine erste Grand Tour, die er als 103. beendete. Bei Vuelta a España 2019 gewann Iturria in seiner Heimatregion die 11. Etappe, nachdem er sich 20 Kilometer vor dem Ziel aus einer ursprünglich 14 Fahrer Ausreißergruppe absetzen konnte und erzielte damit seinen ersten Sieg in einem internationalen Rennen.
Im Jahr 2020 wechselte Iturria zum UCI ProTeam Fundación-Orbea, das heute unter dem Namen Euskaltel-Euskadi fährt.

## Erfolge
2019
- eine Etappe Vuelta a España

## Grand Tour-Platzierungen
| Grand Tour            | 2018 | 2019 | 2020 | 2021 | 2022 | 2023 | 2024 |
| --------------------- | ---- | ---- | ---- | ---- | ---- | ---- | ---- |
| Giro d’ItaliaGiro     | –    | –    | –    | –    | –    | –    | –    |
| Tour de FranceTour    | –    | –    | –    | –    | –    | –    | –    |
| Vuelta a EspañaVuelta | 103  | 87   | –    | 60   | 93   | –    | –    |